# Diecezja Siuna
Diecezja Siuna (łac. Dioecesis Siunaënsis) – diecezja Kościoła rzymskokatolickiego w Nikaragui. Należy do metropolii Managua. Została erygowana przez papieża Franciszka w dniu 30 listopada 2017 z części dotychczasowego wikariatu apostolskiego Bluefields.

## Biskupi diecezjalni
- David Zywiec OFMCap. (2017–2020)
- Isidoro del Carmen Mora Ortega (od 2021)